# Mezoregion Sul Espírito-Santense

Mezoregion Sul Espírito-Santense

Mezoregion Sul Espírito-Santense – mezoregion w brazylijskim stanie Espírito Santo, skupia 22 gmin zgrupowanych w trzech mikroregionach. Liczy 8.867,7 km² powierzchni.

## Mikroregiony
- Alegre
- Cachoeiro de Itapemirim
- Itapemirim